# 戴尔·罗斯
戴尔·罗斯（英語：Dare Rose，2002年11月1日—），美国男子游泳运动员，主攻蝶泳，2023年世界游泳锦标赛男子100米蝶泳和混合4×100米混合泳接力铜牌得主。他大学期间也是加利福尼亞金熊队的成员。